# Hispa tarsata
Hispa tarsata es una especie de insecto coleóptero de la familia Chrysomelidae, descrita en 2001 por Swietojanska.